# Delonte Holland
Delonte Holland (Greenbelt, Maryland, 2 de marzo de 1982) es un exbaloncestista estadounidense. Con 2,01 metros de altura, alternaba en las posiciones de escolta y alero. Jugó profesionalmente desde 2004 hasta 2015, pasando por numerosos equipos de Europa, Asia y Latinoamérica, como también por los Rio Grande Valley Vipers de la NBA Development League de su país. Representó a su país en el Torneo de las Américas de 2001, cuando era jugador de la NJCAA.

## Trayectoria

### Clubes
| Club                     | País                   | Año         |
| ------------------------ | ---------------------- | ----------- |
| KK Atlas                 | Serbia                 | 2004 - 2005 |
| Teramo Basket            | Italia                 | 2005 - 2006 |
| Pallacanestro Varese     | Italia                 | 2006 - 2007 |
| Virtus Bologna           | Italia                 | 2007        |
| Pallacanestro Varese     | Italia                 | 2008        |
| Rio Grande Valley Vipers | Estados Unidos         | 2008        |
| Roseto Sharks            | Italia                 | 2009        |
| Besançon BCD             | Francia                | 2009        |
| Shabab Al-Ahli           | Emiratos Árabes Unidos | 2010        |
| Cestistica San Severo    | Italia                 | 2010        |
| Al Riyadi Beirut         | Líbano                 | 2010        |
| BK Dnipro Azot           | Ucrania                | 2010        |
| Sportivo 9 de Julio      | Argentina              | 2011        |
| Guerreros de Bogotá      | Colombia               | 2011        |
| Atenas                   | Argentina              | 2011        |
| Toros de Aragua          | Venezuela              | 2012        |
| Leones de Santo Domingo  | República Dominicana   | 2012        |
| Halcones UV Xalapa       | México                 | 2012        |
| Islanders de San Andrés  | Colombia               | 2012        |
| Antranik                 | Líbano                 | 2013        |
| Toros de Aragua          | Venezuela              | 2013        |
| Búcaros                  | Colombia               | 2013        |
| Al Ahli Doha             | Catar                  | 2013 - 2014 |
| Acereros de Guayana      | Venezuela              | 2014        |
| Panteras de Miranda      | Venezuela              | 2015        |

## Selección nacional
Holland jugó para la selección de baloncesto de Estados Unidos en el Torneo de las Américas de 2001, como parte de un equipo formado por jugadores universitarios que finalizó último.